# Badarwas
Badarwas é uma cidade e uma nagar panchayat no distrito de Shivpuri, no estado indiano de Madhya Pradesh.

## Geografia
Badarwas está localizada a 24° 58′ N, 77° 34′ L. Tem uma altitude média de 471 metros (1545 pés).

## Demografia
Segundo o censo de 2001, Badarwas tinha uma população de 10 408 habitantes. Os indivíduos do sexo masculino constituem 52% da população e os do sexo feminino 48%. Badarwas tem uma taxa de literacia de 62%, superior à média nacional de 59,5%; com 61% para o sexo masculino e 39% para o sexo feminino. 17% da população está abaixo dos 6 anos de idade.